# Morti nel 1524
| Questa pagina contiene informazioni ricavate automaticamente dalle voci biografiche con l'ausilio del template Bio e di un bot. L'aggiornamento è periodico e automatico e ricostruisce completamente la pagina. Se manca una persona in questa lista, sei pregato di non aggiungerla, ma accertati piuttosto che la sua voce biografica contenga il template Bio e che i dati anagrafici siano correttamente compilati. Se il template Bio manca, inseriscilo tu stesso o, in alternativa, metti l'avviso {{tmp\|Bio}} che ne segnala la mancanza. Se i dati riportati sono sbagliati, correggi direttamente la voce biografica; le modifiche saranno visibili in questa lista entro pochi giorni. Per chiarimenti vedi il progetto biografie. La lista contiene solo le 70 persone che sono citate nell'enciclopedia e per le quali è stato implementato correttamente il template Bio. Pagina aggiornata al 18 feb 2025. |

## Gennaio(6)
- 5 gennaio - Marco Marulo, poeta e umanista dalmata (n. 1450)
- 5 gennaio - Bernardo Zane, arcivescovo cattolico e poeta italiano
- 19 gennaio - Gian Giacomo Caprotti, pittore italiano (n. 1480)
- 19 gennaio - Radu VI Bădica, principe
- 22 gennaio - Girolamo Redini, religioso italiano
- 24 gennaio - Didrik Slagheck, arcivescovo cattolico danese

## Febbraio(2)
- 10 febbraio - Caterina di Sassonia, nobile tedesca (n. 1468)
- 11 febbraio - Isabella d'Aragona, duchessa (n. 1470)

## Marzo(3)
- 8 marzo - Alessandro Geraldini, vescovo cattolico e umanista italiano (n. 1455)
- 23 marzo - Giulia Farnese, nobildonna italiana (n. 1475)
- 28 marzo - Elisabetta di Hohenzollern, nobile (n. 1451)

## Aprile(4)
- 4 aprile - Aiō Mototsuna, militare giapponese
- 4 aprile - Filiberta di Savoia (n. 1498)
- 19 aprile - Petrus Mosellanus, umanista, filologo e teologo tedesco (n. 1493)
- 30 aprile - Pierre Terrail de Bayard, condottiero e cavaliere medievale francese (n. 1476)

## Maggio(6)
- 3 maggio - Richard Grey, III conte di Kent, nobile inglese (n. 1481)
- 10 maggio - Giovanni d'Albret-Orval, nobile francese
- 17 maggio - Francesco Soderini, cardinale e vescovo cattolico italiano (n. 1453)
- 21 maggio - Thomas Howard, II duca di Norfolk, nobile inglese (n. 1443)
- 23 maggio - Scià Isma'il I, sovrano persiano (n. 1487)
- 31 maggio - Camilla Battista da Varano, religiosa, mistica e umanista italiana (n. 1458)

## Giugno(3)
- 12 giugno - Diego Velázquez de Cuéllar, esploratore spagnolo (n. 1465)
- 15 giugno - Niccolò Fieschi, cardinale e arcivescovo cattolico italiano (n. 1456)
- 27 giugno - Ettore Vernazza, notaio e filantropo italiano

## Luglio(6)
- 9 luglio - Sibilla di Hohenzollern, nobile (n. 1467)
- 10 luglio - Biagio Caropipe, vescovo cattolico italiano (n. 1462)
- 20 luglio - Ginevra Bentivoglio, nobildonna italiana (n. 1493)
- 20 luglio - Claudia di Francia, sovrana (n. 1499)
- 24 luglio - Marco Corner, cardinale e patriarca cattolico italiano (n. 1482)
- 31 luglio - Sebastiano Festa, compositore italiano

## Agosto(3)
- 3 agosto - Bartolomeo Berrettaro, scultore italiano
- 9 agosto - Sigismondo d'Este, nobile italiano (n. 1480)
- 13 agosto - Giovanni Battista Pallavicini, cardinale e vescovo cattolico italiano (n. 1480)

## Settembre(3)
- 13 settembre - Ercole Bentivoglio, politico italiano (n. 1450)
- 18 settembre - Carlotta di Francia, principessa francese (n. 1516)
- 19 settembre - Giovanna Piacenza, badessa italiana (n. 1479)

## Ottobre(4)
- 7 ottobre - Antonio Contarini, patriarca cattolico italiano (n. 1450)
- 20 ottobre - Thomas Linacre, medico e umanista inglese
- 25 ottobre - Thomas FitzAlan, XVII conte di Arundel, nobile inglese (n. 1450)
- 26 ottobre - Filippo II di Waldeck, nobile tedesco (n. 1453)

## Dicembre(3)
- 18 dicembre - Gianfrancesco Gonzaga, nobile italiano (n. 1488)
- 24 dicembre - Vasco da Gama, esploratore portoghese
- 28 dicembre - Johann von Staupitz, abate e teologo tedesco (n. 1465)

## Senza giorno specificato(27)
- Kha'in Ahmed Pascià, politico albanese
- Kaspar Ammon, teologo belga (n. 1450)
- Anna de La Tour d'Auvergne, contessa (n. 1496)
- Giovanni Aurelio Augurelli, umanista, poeta e alchimista italiano (n. 1456)
- Urbano Bolzanio, umanista e grecista italiano (n. 1442)
- Antonio Fasanella, notaio italiano
- Zaccaria Ferreri, vescovo cattolico e poeta italiano (n. 1479)
- Tommaso Fiamberti, scultore italiano
- Juan Rodríguez de Fonseca, vescovo cattolico spagnolo (n. 1451)
- Ottaviano Fregoso, doge italiano (n. 1477)
- Giovanni XIII di Alessandria, vescovo cristiano orientale egiziano
- Girolamo di Benvenuto, pittore italiano (n. 1470)
- Cornelis Hoen, avvocato e teologo olandese (n. 1440)
- Hans Holbein il Vecchio, pittore e incisore tedesco (n. 1460)
- Lorenzo di Ilok, nobile e militare croato (n. 1459)
- Niccolò Leoniceno, medico, botanico e umanista italiano (n. 1428)
- Cristóbal de Olid, spagnolo (n. 1487)
- Joachim Patinir, pittore fiammingo
- Markus Röist, ufficiale svizzero (n. 1454)
- Andrea Solari, pittore italiano
- Cristoforo Solari, scultore e architetto italiano (n. 1468)
- Tiberio d'Assisi, pittore italiano
- Gerolamo Teodoro Trivulzio, nobile e condottiero italiano
- Vasco de la Zarza, scultore spagnolo
- Costanzo da Ferrara, pittore e medaglista italiano (n. 1450)
- Raffaellino del Garbo, pittore italiano (n. 1466)
- Ğazı I Giray (n. 1504)